# Symbolisme des couleurs
Pour les articles homonymes, voir Symbolisme.

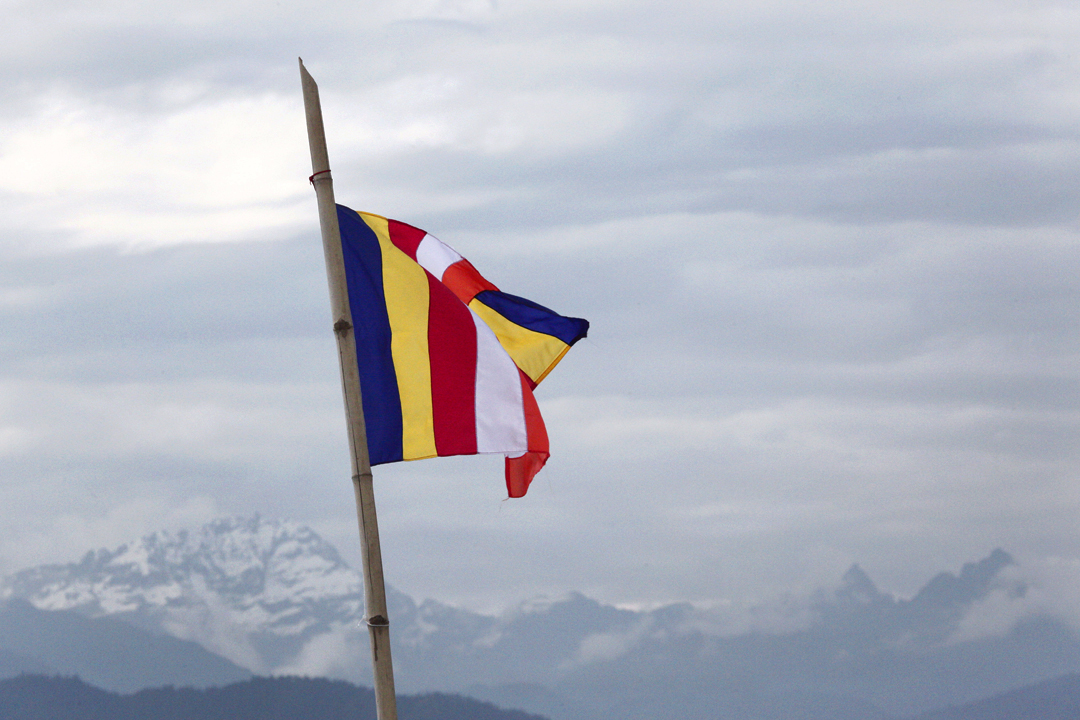
Les drapeaux se fondent généralement sur une symbolique des couleurs.

Le symbolisme des couleurs est l'ensemble des associations mentales entre les différentes couleurs et des fonctions sociales et des valeurs morales. Ce symbolisme varie d'une société à l'autre, dans le temps et dans l'espace. Les associations mentales qui s'attachent à la couleur varient le plus souvent selon l'objet coloré.
La couleur, en ce qu'elle s'oppose à la grisaille, a sa symbolique. Des auteurs ont proposé des interprétations pour chaque champ chromatique. Ces associations sont fluctuantes, selon les cultures et les époques.

## Constantes et variations
Les champs chromatiques décrits par les noms de couleur fondamentaux diffèrent selon les langues et les contextes culturels, et ces délimitations entre les couleurs encadrent les associations possibles. Dans une langue qui a un mot pour les teintes bleues et vertes, comme le breton, l'islandais, le chinois et le japonais, il est improbable que ces couleurs aient des associations distinctes.
Les anthropologues Brent Berlin et Paul Kay ont étudié les termes désignant proprement une couleur, en excluant ceux qui désignent une nuance par référence à un objet caractéristique, dans plusieurs dizaines de langues et ont trouvé un ordre dans ces termes. Quand une langue n'a que deux termes, elle distingue le blanc du noir ; avec trois termes, elle distingue le blanc, le noir et le coloré, dont le rouge est le plus exemplaire. Quand elle en a plus, s'ajoutent, à peu près dans cet ordre, le jaune, le vert, le bleu, le brun, le pourpre, le rose, l'orange ou le gris.
Aussi bien les procédures que les principes implicites dans le travail de Berlin et Kay ont été critiqués, mais personne n'a relevé de constantes dans les associations symboliques des termes. Au contraire, de nombreux auteurs ont conclu que les relations entre couleurs et significations sont contingentes,. Les différentes cultures tentent d’instaurer des structures, associant les couleurs selon une certaine combinatoire qui leur donne une cohérence.

## Théories symboliques des couleurs
Abstraire la couleur de la perception de l'objet est un préalable à toute théorie qui attribue à cette propriété le sens diffus que peut avoir un symbole. Il faut pour cela ignorer délibérément la sensation brute, qui inclut la luminosité, la texture, le brillant. C'est ainsi qu'on n'emploie pas les termes de couleur ordinaires pour certains objets, comme la robe du cheval, qui a son propre vocabulaire, sauf pour noir et blanc, relativement rares. Cependant, les associations symboliques appartiennent à un domaine dans lequel cette forme analytique de l'intelligence s'est révélée insuffisante.
En 1810, Goethe fait paraître son Traité des couleurs. Contre Isaac Newton qui ne considère que l'aspect physique, Goethe insiste sur la perception, ouvrant avec l'ouvrage de Schopenhauer Sur la vue et les couleurs, l'investigation psychophysique de la théorie des couleurs, tandis que son traité s'inscrit dans la tradition philosophique qui interroge la perception, notamment des couleurs, qui va de Démocrite à Ludwig Wittgenstein. Dans ces conditions, avant la méthode d'objectivation de la psychologie expérimentale, les réflexions de Goethe, fondées sur la tradition et l'introspection, peuvent s'interpréter comme une symbolique, comme quand il affirme, après Aristote, que la couleur est un mélange de lumière et d'obscurité. Ce principe contient une constatation sur la perception : une image en grisaille est parfaitement compréhensible ; il exprime une classification des couleurs pures par efficacité lumineuse spectrale ; et il inclut toutes les associations d'idées implicites liées aux deux composantes du mélange.
| Plus                     | Moins                     |
| ------------------------ | ------------------------- |
| Jaune                    | Bleu                      |
| Activité                 | Passivité                 |
| Lumière                  | Ténèbres                  |
| Clarté                   | Obscurité                 |
| Force                    | Faiblesse                 |
| Chaleur                  | Froid                     |
| Affinité pour les acides | Affinité pour les alcalis |

Comme le remarqueront Portal et au XXe siècle le structuralisme, les symboles s'organisent toujours en oppositions, non pas isolées, mais « dans un réseau de relation avec d'autres couleurs ». Goethe, sans affirmer de principe général, oppose ainsi les caractères qu'il associe à des couleurs : le rouge et le jaune à l'activité, le vert et le bleu à la passivité. Il associe aussi, comme le remarquera Helmoltz, la lumière à la vérité et celle-ci à la pureté, c'est ce qui lui rend scandaleuse l'affirmation de Newton selon laquelle la lumière blanche est un mélange de toutes les couleurs. Cependant, soucieux de rester proche des praticiens, Goethe organise les couleurs dans un cercle chromatique et dans un triangle, où leurs relations sont plus complexes.
En 1837, Frédéric Portal publie Des couleurs symboliques dans l'Antiquité, le Moyen Âge et les temps modernes. Il s'agit principalement de l'association des couleurs avec des concepts religieux dont elles sont l'emblème.
En 1895, écrivant à l'époque du symbolisme en peinture, Paul Souriau remarque que les couleurs, dans un tableau, peuvent suggérer, par analogie ou par association, des sensations hors du domaine visuel, comme le chaud ou le froid, le parfum ou une qualité sonore, et aussi des sentiments. Plutôt que des teintes particulières, ces symboles s'exercent grâce à des qualités d'ensembles de couleurs : clarté ou obscurité ; vivacité ou atténuation ; couleurs chaudes et froides. Cependant, « la même couleur, par une très légère altération de nuance, pourra évoquer des images toutes différentes » (1895, p. 865). Mais, conclut-il « au moment de terminer cette étude, j'ai comme un remords d'avoir voulu ramener ces jeux charmants de l'imagination symbolique à des formules trop précises ». Le symbole n'exerce sa puissance que hors de la pensée logique (1895, p. 870).
Kandinsky entre 1919 et 1923, développe une symbolique (artistique, c'est-à-dire personnelle) associant des formes (carré, triangle, cercle) à des couleurs.
Au Bauhaus, Johannes Itten, puis Paul Klee entre 1921 et 1931, consacrent une petite partie de leur enseignement à l'association des couleurs à des formes dans l'espace, d'un point de vue principalement psychologique. Klee, dans ses « Elementare Gestaltunglehre », ateliers-cours « concepts élémentaires de création » « difficile d'accès car non rationnels » (sic), relie formes et couleurs et aboutit à son « Elementarstern » (« étoile élémentaire »).
Au XXe siècle, la recherche en sciences sociales cherche à préciser la notion de symbole alors que la vision des couleurs continue à susciter des réflexions philosophiques, à cause de ses ambiguïtés. Claude Lévi-Strauss « a, le premier, posé les fondements d'une analyse du symbolisme enfin dégagée de l'idée absurde que les symboles signifient ». Il note en 1962 : « il est probable que des espèces dotées de quelque caractère remarquable : forme, couleur ou odeur, ouvrent à l'observateur ce qu'on pourrait appeler un « droit de suite » : celui de postuler que ces caractères visibles sont le signe de propriétés également singulières, mais cachées ». Cette association constitue l'essence du symbole, qui s'unifie quand il dépasse l'expérience personnelle pour se constituer collectivement en savoir religieux, sans nécessairement se constituer en code.
Le groupe μ a distingué, dans les signes visuels, le signe plastique et le signe iconique, qui peuvent l'un et l'autre avoir un signifié. La couleur n'est pas nécessairement utilisée pour sa valeur mimétique (iconique). Si spectateur identifiait le bleu du manteau de la Vierge comme un outremer véritable, à une époque ou ce pigment coûtait plus cher que l'or, il pouvait associer cette couleur à une notion de prix et, selon le contexte, d'honneur, d'hommage ou de sacrifice, plus qu'à la couleur du ciel ; c'est aussi le cas pour le carmin et évidemment pour l'or des icônes. Le groupe µ a fondé « une sémiotique du pigment, qui permettrait de traiter les caractéristiques matérielles des couleurs en complétant les théorisations sur la teinte, la clarté et la saturation ». La liaison théorique entre le concept de couleur et le stimulus coloré — y compris celle de Goethe — révèle ses lacunes explicatives dès qu'on considère la puissance symbolique des matières colorantes.

## Groupes de couleurs
Les articles consacrés à chaque champ chromatique, blanc, noir, rouge, etc. précisent les associations généralement citées de ces couleurs avec des abstractions. Cependant, le symbolisme traite les pensées par oppositions ; ainsi une même couleur peut s'associer, selon le contexte, à deux abstractions opposées ; tandis que les couleurs, elles aussi, s'opposent, comme les couleurs chaudes et froides et les couleurs complémentaires, au-delà de leur sens technique.

### Blanc, rouge, noir
L'Antiquité privilégie le noir, le blanc et le rouge. Le rouge porte en lui la signification d’un tissu teint, le noir d'un tissu souillé, sale et non teint et le blanc d'un tissu non teint, pur et propre. Les codes sociaux et les systèmes de représentations s’articulent autour de ces valeurs jusqu’en plein Moyen Âge. Dans l'aire indo-européenne, le blanc est associé aux fonctions sacerdotales — prêtres et prêtresses ; le rouge, auquel s'annexent l'orange et le jaune, à l'activité guerrière, et le noir, avec le vert et toutes les teintes foncées, aux fonctions productives.
Le groupe des trois couleurs les plus caractéristiquement, opposées, rouge, blanc et noir, reste associé puissamment à des fonctions sociales, respectivement, celle de la production des valeurs communes, généralement religieuses ou morales, celle de l'action guerrière et de la défense, et celle de la production des biens matériels. Dans les emblèmes nationaux tricolores, on rattache facilement les couleurs à cet ensemble. L'histoire de leur invention associent fréquemment les couleurs à des fonctions apparentées aux fonctions tripartites indo-européennes. L'ensemble oriente les associations que l'on fait de chacune des couleurs et de leur rapport à la communauté imaginée que désigne l'emblème tricolore.

### Noir et blanc, coloré et incolore
Durant l'Antiquité et le Moyen Âge, l'usage des couleurs est un enjeu théologique au sein du christianisme. La couleur fait en effet l'objet de débats chez les Pères de l'Église, les théologiens et les prélats. Certains considèrent qu'elle est une matière, une simple enveloppe qui recouvre les objets et dissimule leur véritable nature, ce qui en fait un décor mensonger. D'autres considèrent qu'elle est immatérielle, qu'elle représente une fraction de la lumière divine (et par là du Saint-Esprit), cette émanation de Dieu devant être incluse dans le culte. Michel Pastoureau caractérise comme « chromophobes » les prélats qui comme Bernard de Clairvaux estiment que les couleurs sont un artifice futile que l'Homme a ajouté à la Création divine. Ils les excluent de la décoration des lieux, livres, habits et ustensiles de culte. Les autres, « chromophiles » comme les clunisiens ou Suger, promeuvent son usage. Dans cette discussion, « couleur » s'oppose au blanc, au noir, au gris, au grège et à l'écru. La couleur blanche est celle de la divinité. Les partisans de l'usage des couleurs dominent à partir de la fin du XIIe siècle. Les couleurs principales médiévales (blanc, jaune, rouge, vert, bleu et noir) se diffusent alors sur les vêtements et dans les églises.
Le christianisme influence à cette époque profondément la symbolique des couleurs : le blanc exprime la pureté, l'humilité, la libéralité. C'est au tour du noir d'être le reflet de l'humilité et de la pénitence à partir du IXe siècle, devenant la couleur obligée du vêtement monastique. Considéré auparavant comme une simple variété de noir, le bleu acquiert à partir de la fin du XIe siècle une signification autonome : couleur céleste représentée sur le voile de la Vierge, il devient le symbole de la sérénité, de la candeur et se répand sur les vêtements et les armoiries. Le jaune, couleur à la fois de l'or et du soufre maléfique, est associé à la maladie, au déclin (le jaune est une couleur éteinte, mate, triste par rapport à l'or ou à la lumière du soleil, source d'énergie et de vie), à la trahison (couleur de la robe de Judas à partir du XIIe siècle). Le vert, que les teinturiers peinent à fixer, symbolise l'instabilité (associée à l'amour, l'enfance, la chance, le hasard), l'Islam ou le diable depuis le XIIIe siècle, alors qu'il représentera la nature pour les romantiques. Le noir, symbole des ténèbres et de la mort, devient « une couleur à la mode » du XIVe au XVIe siècle et une couleur royale jusqu’au milieu du XVIIe siècle. Bien qu'il reste associé à la sorcellerie ou au deuil, le noir est en effet adopté dans toutes les cours européennes à la suite des lois somptuaires qui interdisent aux aristocrates romains de porter des vêtements colorés jugés ostentatoires alors que la peste noire désole le pays.
L'opposition primordiale entre couleurs est celle entre le blanc et le noir. Il s'entend ici qu'on ne considère pas les nuances, mais le plus blanc des blancs et le plus noir des noirs. Cette absence de nuances qui fait que ni dans l'un, ni dans l'autre on ne perçoit de détails les fait associer au vide. Ce non-être peut être celui de la naissance, de la mort, ou d'états non marqués par une histoire, l'innocence, la virginité. Selon les lieux et les époques, l'association varie. Dans l'Europe moderne, le noir marque le deuil ; en Asie, c'est le blanc.
Des raisons matérielles peuvent avoir influencé ces changements. Le noir est difficile à atteindre en teinture, ce qui en fait une couleur peu présente au Moyen Âge. Le deuil se marque alors, comme en Asie, par le port de vêtements non teints, incolores. À partir du XIVe siècle, à la suite de la commande de couleurs sages, que les teinturiers progressent dans la gamme des noirs ; le noir profond reste une couleur difficile à atteindre, facilement déteint en brun ou en violet grisâtre. Vêtir du noir signifie alors avoir des moyens matériel, tout en renonçant à la couleur. Le clergé, les chrétiens réformés s'habillent de noir avec cols blancs.
Des auteurs opposent le coloré au noir et au blanc. Le gris, « sans couleur » partage ainsi, à un moindre degré, des caractères qui peuvent s'associer au blanc et au noir ; ainsi des cendres qu'on répandait sur la tête en signe de deuil. La grisaille dénote la pauvreté : ainsi appelle-t-on, du XVIIe au XIXe siècle, grisette une jeune ouvrière.
À un moindre degré, le gris s'associe au malheur et de l'ennui.
Pendant l’Antiquité, avec trois termes de couleur, le blanc, le noir et le rouge, cette dernière était la seule qui avait réellement le statut de « couleur », le noir étant sale et le blanc incolore[réf. nécessaire]. S'il faut une couleur pour représenter tout ce qui s'oppose à l'échelle décolorée du noir au blanc, c'est le rouge ; mais l'art de la peinture et de la teinturerie a produit d'autres couleurs vives, dont le goût populaire s'est emparé, mais que, à partir du XIXe siècle, le goût bourgeois ou relevé répudie, préférant, dans l'art et la décoration, les couleurs atténuées et les contrastes modérés.
Au XIXe siècle, les hommes du pouvoir s'habillent de costumes impeccablement noirs avec du linge impeccablement blanc, renonçant à la frivolité associée à la couleur et exprimant leurs valeurs de tempérance et de sérieux tout en exhibant leur capacité économique ; tandis que les femmes qui les accompagnent revêtent les couleurs changeantes de la mode, se conformant au proverbe « souvent femme varie ». À la fin du même siècle, les classes populaires arborent d'autant plus de couleur qu'elles s'opposent au « grand monde ». Leurs moyens ne leur permet pas une tenue entièrement colorée, mais les foulards, les châles, les gilets de tissus imprimés le sont, et l'opposition peut prendre une valeur de symbole : la couleur, « ça fait peuple ». Les meilleurs pianos sont laqués en noir profond ; au XVIIIe siècle on ornait au contraire les clavecins de vives couleurs.

### Rose et bleu
En Occident, depuis la première moitié du XXe siècle, l'opposition entre rose et bleu renvoie à celle entre féminin et masculin. Cette opposition ne marque pas de rupture avec celle qui l'a précédée, hommes en noir et blanc et femmes en couleurs, d'une part, et atténuation des couleurs dans le goût relevé, d'autre part.
Le rose est considéré aujourd’hui comme une couleur nettement féminine. Il s'oppose, assez vaguement, au bleu du jeans, vêtement plutôt masculin, ce qui n'empêche pas des femmes de le porter. Les couleurs rose et bleu pâle sont associées aux bébés de sexe féminin et masculin, respectivement, vers les années 1930. Alors que certains auteurs envisagent un attrait des filles pour le rose qui remonterait à des temps préhistoriques où les femmes devaient partir à la cueillette de baies plutôt rouges, cette préférence ne semble pas universelle, ni partout liée au sexe. La peinture montre, depuis des siècles, des hommes vêtus de rose. Vasari représente ainsi des Humanistes italiens (1554), Jacob Bunel, le roi Henri IV en Mars (1605-1606), Bronzino, Saint Sébastien (1533). L'enfant Jésus de la Madone et enfant Duccio (1280) est en rose, tandis que sa mère porte le manteau bleu caractéristique de la Vierge. Si on considère les peintures mondaines d’avant la Première Guerre mondiale, les garçons semblent plus particulièrement vêtus de rose que les filles.
Dès l'Antiquité grecque, on associe la couleur du ciel, résidence des Dieux, aux garçons. Le trousseau de naissance n'est cependant pas sexué pendant des siècles : jusqu'au Moyen Âge central, la layette des bébés est la même pour les deux sexes (habit bariolé, généralement une reprise de vêtements pour adultes retaillés). Les premiers trousseaux spécifiques pour les bébés apparaissent au XIIe siècle : le bleu, couleur divine de la Vierge Marie, est associé aux filles tandis que le rose, couleur considérée comme un rouge pâle viril, convient aux garçons,. Dès qu'il n'est plus emmailloté et qu'il peut se tenir assis, vers sept ou huit mois, on enlève le maillot à l'enfant pour lui faire revêtir une robe blanche, vêtement unisexe chez les enfants jusqu'au XIXe siècle. Dans les familles aisées, où on a les moyens d'habiller le bébé de neuf, le blanc, symbole de l'innocence, devient peu à peu la couleur préférentielle des layettes au XIXe siècle. Cette préférence coïncide avec le triomphe de l'hygiénisme ; on fait bouillir les vêtements souillés. Le blanc, que l'azurage rend plus éclatant, prouve la propreté de l'enfant. La chimie ne produit des roses « grand teint » résistant à ce traitement que dans la dernière décennie du XIXe siècle et des bleus seulement dans les années 1920. Dans les années 1930, le maillot tricoté cède du terrain, remplacé de plus en plus par les « barboteuses » bleues et roses selon les sexes.
Aux États-Unis, les bébés étaient autrefois considérés comme neutres et distinguer entre garçons et filles n’avait pas de sens, aussi les habillait-on indifféremment avec des robes blanches qu'on pouvait faire bouillir pour les nettoyer. Les vêtements pour enfants ont commencé à « masculiniser » les garçons entre 1890 et 1910. La différence est d'abord minime, les deux sexes continuaient de porter les mêmes robes. Entre 1920 et 1940 la distinction entre les vêtements féminins et masculins devient claire. Les enfants sont désormais clairement identifiés comme garçons ou filles, sans que le rose ne soit considéré comme une couleur féminine. Le code de couleur de genre bleu-rose est connu depuis 1860, mais ne s’impose qu’en 1950 dans la plus grande partie des États-Unis, sûrement parce que les vêtements des enfants étaient fabriqués à domicile à partir des tissus disponibles dans les foyers.
Paoletti décompose cette assignation du rose au champ féminin aux États-Unis en plusieurs étapes :
1. Le reclassement de tout ce qui est associé à l’enfance, y compris le rose, comme féminin ;
2. La perte d’intérêt pour les couleurs pastels dans les années 1960 à 1980, sous l’influence des études sur les enfants qui prouvent que les enfants préfèrent les couleurs vives : considérées comme moins stimulantes, fades, les couleurs pastels sont donc « logiquement » reconsidérées comme féminines ;
3. Le mouvement de libération des femmes dans les années 1970 qui a porté le rose, déjà légèrement genré, comme couleur de revendication a parachevé d’associer le rose avec le féminin[46].

Aujourd’hui le rose passe certainement pour une couleur de fille, Michel Pastoureau soupçonne la poupée Barbie de ne pas y être pour rien dans l’histoire. Le rayon des filles d'un magasin de jouets est entièrement rose. Les jouets pour filles, poupées, accessoires domestiques permettant d’imiter maman, princesses Disney sont roses, etc.). Les jouets initialement neutres comme les vélos sont déclinés en deux couleurs, obligeant les parents d’enfants de sexe différent à acheter en double là où auparavant on pouvait se prêter les jouets entre frère et sœurs. La différenciation chromatique se fait également pour des produits du quotidien, déclinés en rose pour les filles, s’accompagnant en général d’un design particulier, « féminin », mais aussi d’une augmentation de prix (la taxe rose), rajoutant un motif commercial à la codification genrée radicale du rose.

### Or et jaune
En Occident, le jaune allant jusqu'au doré est un insigne de la gloire, de la sagesse, du bon conseil avant de voir sa symbolique dégradée.
Durant l'Antiquité, les Romains portent le jaune lors des cérémonies et des mariages. Dans la Grèce antique et la République romaine, le jaune est ainsi une belle couleur, signe de richesse, de prospérité (couleur associée à l'or), de fertilité, de chaleur, de lumière, de joie, et est souvent associée au sacré. « Mais à Rome, à l'époque impériale, pour des raisons méconnues, le jaune se déprécie et devient dans le vêtement une couleur que l'on évite. Au théâtre, par exemple, c'est la couleur des affranchis, des parvenus, des efféminés et des hypocrites »
Le système médiéval repose sur les trois couleurs fondamentales de l'Antiquité (blanc, noir, rouge) et le jaune continue à se dévaloriser. « À partir du XIIe siècle, ...il ne reste au jaune ordinaire que les aspects négatifs : mensonge, hypocrisie, trahison ». Cet aspect négatif est lié au fait qu'il s'agisse de la couleur du vieillissement, de l’automne. Alors que dans la nature elle reste souvent rayonnante, elle ne parvient pas à rester éclatante aussi bien en teinture qu’en peinture.
Dans la théorie des humeurs galénique, la bile jaune est celle de la colère. Elle tient son origine dans le foie dont les maladies donnent un teint jaunâtre. Quand le jaune est mat, terne, verdâtre, il s'associe à l'infâmie. Ainsi dit-on que le jaune est « la couleur des cocus » et « la livrée des jaloux (...) et la couleur des traîtres en France, où l'on barbouille de jaune le portail de leurs maisons] ». Dans les romans médiévaux, un chevalier félon comme Ganelon s'habille de jaune.

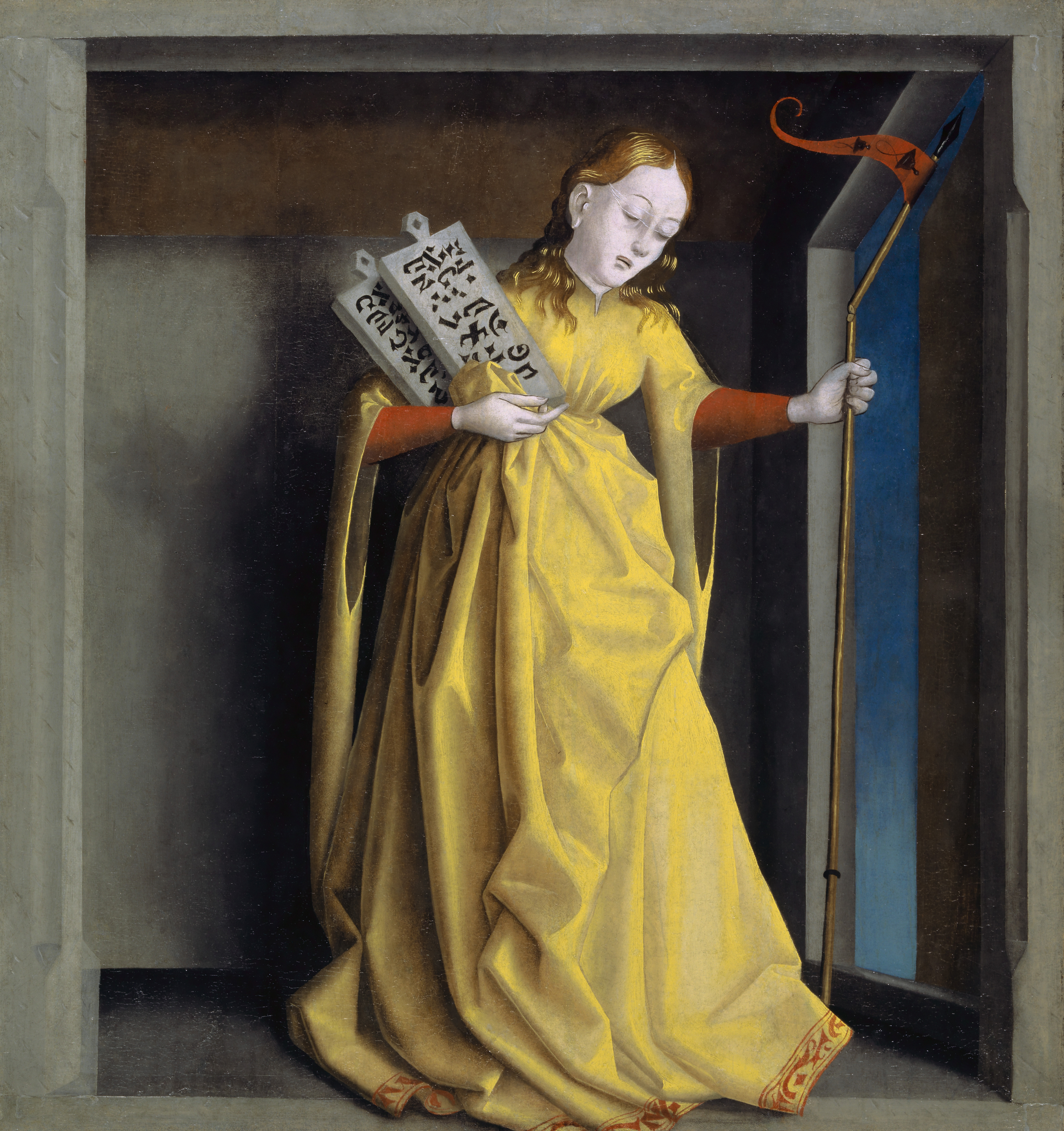
Synagoga (abaissée, vêtue de jaune), par Konrad Witz, Retable du Miroir du Salut, v. 1435, Kunstmuseum (Bâle).

Le quatrième concile du Latran imposa aux Juifs en territoire catholique le port d'un signe distinctif et infamant ; en France ce fut la rouelle jaune. À partir du Moyen Âge, la couleur jaune devient ainsi une marque d'infamie associée à Judas et donc à la trahison des « Juifs perfides ». Outre la rouelle, le béret et le chapeau pointu que doivent porter les Juifs pour être reconnus depuis les XIIe et XIIIe siècles sont toujours de couleur jaune, jusqu'au début du XIXe siècle quand les ghettos s'ouvrent enfin. En obligeant les Juifs à porter une étoile de David jaune durant la Seconde guerre mondiale, les nazis activent un code de couleur séculaire, relié aussi bien à l'or qu'à l’infamie.
En France, on remettait aux bagnards libérés un passeport jaune qui les condamnait à l’opprobre pour la vie. Dans l'Empire russe, les prostituées devaient porter un document appelé également passeport jaune ou « billet jaune ».
En héraldique, le jaune se dit « or ». La différence entre le vrai or et un vil métal de couleur jaune est peut-être l'origine de la dévalorisation du jaune dans la société européenne du Moyen Âge, et l'association entre la couleur jaune et la trahison peut trouver son origine dans la dénonciation des faux-monnayeurs, conduits au supplice couverts d'une robe jaune. La couleur or se trouve investie des aspects positifs liés à la richesse, tandis que le jaune ne conserve que les aspects négatifs.
On désigne jusqu'à nos jours comme jaune un ouvrier non-gréviste, un briseur de grève, qui est, du point de vue gréviste, un « traître ». Après la création des premiers syndicats jaunes en 1899, une Fédération nationale des Jaunes de France revendique le terme de 1902 à 1912, pour montrer son opposition au rouge arboré par les syndicats socialistes. Par la suite, syndicalisme de collaboration a évité l'association à la couleur jaune, que lui assignent ses adversaires,.
Le langage continue à entretenir des associations négatives : le « rire jaune » s'oppose au rire franc et sincère ; il est contraint, c'est un rire nerveux déclenché par la peur, la honte ou la gêne.
Le jaune reste la couleur la moins appréciée en France.
Cependant, le drapeau du Saint-Siège est jaune et blanc, allusion aux Clefs d'or et d'argent de ses armoiries.
En Extrême-Orient, le jaune chinois traditionnel : 黄 ; pinyin : huáng est la couleur du pouvoir. Autrefois en Chine, le vêtement jaune était réservé exclusivement à l'empereur. Le tapis de fonction était également jaune, et non rouge. Le premier empereur, mythique, est appelé l'empereur jaune 黄帝 huángdì.

### Rouge et vert

Feu rouge clignotant à la gare SNCF de Clichy - Levallois

La signalisation routière, maritime et ferroviaire a rendu l'opposition entre rouge et vert familière. Le rouge, associé depuis des siècles au sang, à l'excitation et au danger, trouve son opposé dans sa couleur complémentaire, le vert de la végétation calme et immobile. Le rouge, surtout mobile, comme dans un drapeau ou un feu clignotant, appelle à la vigilance et, par conséquent, à l'immobilisation ; le vert autorise le mouvement dans la sécurité.
Hors de ce contexte, les associations du vert sont ambigües. Les verts vifs sont d'ailleurs rares. Les costumes de bouffon ou d'Arlequin où des verts vifs côtoient des rouges, produisent plus ambigüité : méchanceté et bienveillance, vérité et mensonge mêlés.
En peinture, les reflets verts sur les carnations sont assez mal venus, donnant un teint maladif. On a ainsi une opposition secondaire, avec les couleurs atténuées.
En politique, le rouge s'est opposé au blanc et au noir ou au bleu. Associé à l'action, il est en Europe l'emblème des partisans de la révolution sociale, en Amérique du Nord celui du parti républicain, comme en Amérique du Sud où il se nomme colorado (coloré).

## Les couleurs dans l'ésotérisme

### Analogies et correspondances; synesthésies

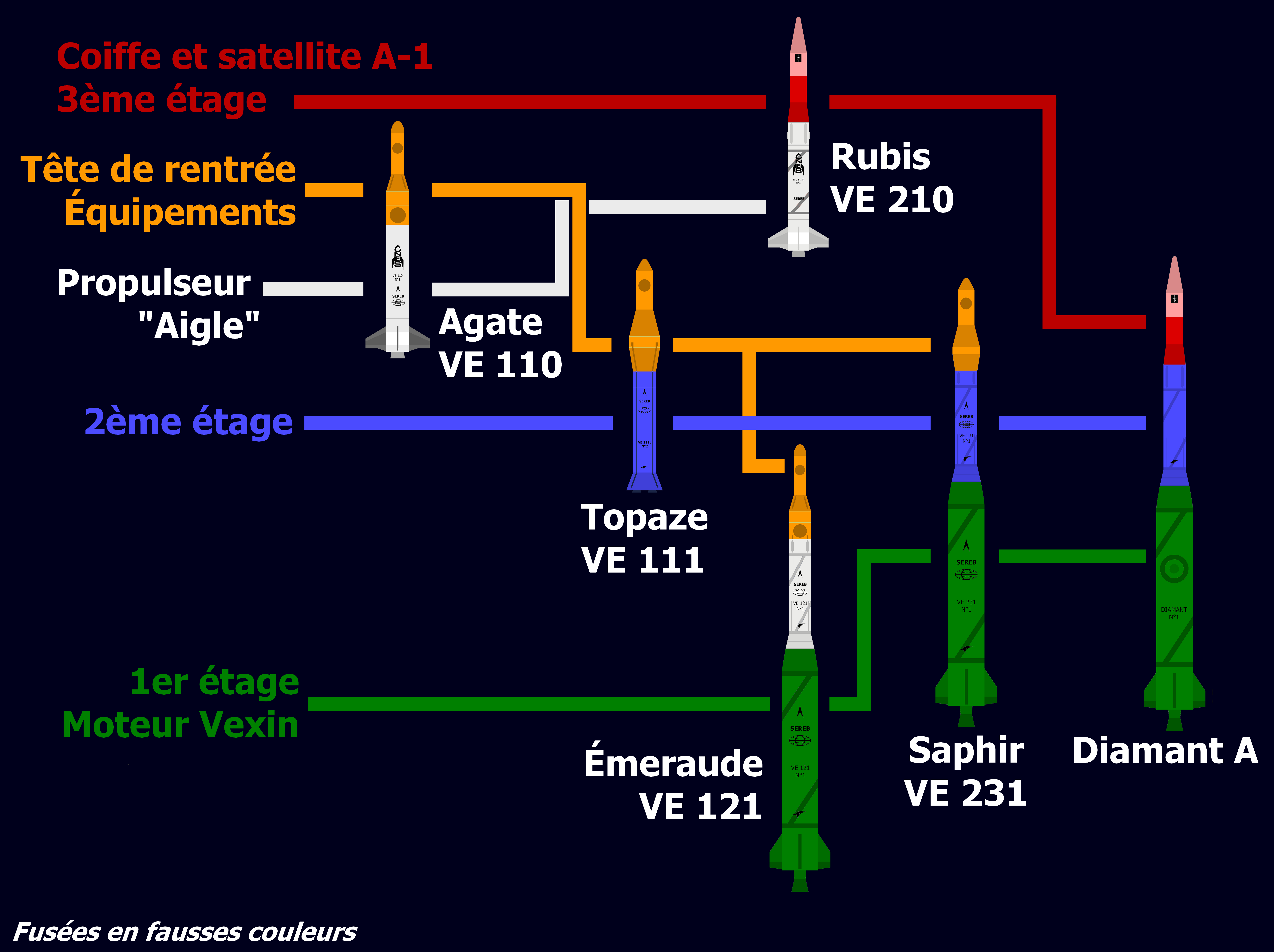
Arbre généalogique des fusées ayant amenées au lanceur Diamant A dans le cadre du programme des Pierres Précieuses (1961-1965)

Couleurs et figures géométriquesKandinsky établit une corrélation entre les trois formes géométriques élémentaires et les trois couleurs primaires : triangle jaune, carré rouge, cercle bleu. Johannes Itten et Paul Klee ont construit des analogies similaires.
Couleurs et notes de musiqueLe Jésuite Kircher dressa une liste d'analogies entre le son et la lumière, quant à sa propagation. Newton (1704) chercha une correspondance entre les diverses couleurs et les notes de la gamme. Voltaire résume : « La plus grande réfrangibilité du violet répond à ré ; la plus grande réfrangibilité du pourpre répond à mi [suit l'énumération pourpre/mi, bleu/fa, vert/sol, jaune/la, orange/si, rouge/do (ut)] ». Il fait allusion sans le nommer au Jésuite Castel, qui s'opposa à lui en tout quant aux couleurs, mais conçut un « clavecin pour les yeux » fondé sur la même correspondance.
Couleurs et physiologieUn occultiste du XIXe siècle, maître Philippe de Lyon, soutenait ceci : « Les sons, comme la lumière, sont formés de couleurs qui exercent une grande influence sur l'organisme. Do (rouge) : il excite le cerveau et agit sur l'estomac et les intestins. Ré (orangé) : il agit sur l'estomac, l'abdomen, les intestins… Mi (jaune) : action sur le cœur, la rate. Fa (vert) : il contracte le diaphragme. Sol (bleu) : il agit principalement sur la partie supérieure des organes et sur les bras. La (indigo) : donne des tremblements (cœur et région cardiaque). Si (violet) : elle agit directement sur le cœur lui-même ».
Couleurs et pierres précieuses, ou fines, ou transparentes

Pierres précieuses : le diamant (transparent), l'émeraude (vert), le rubis (rouge) et le saphir (bleu).
Pierres fines : l'aigue-marine (bleu vert pâle), l'améthyste (violet), la citrine (jaune), le cristal de roche (clair), la cordiérite, la géode, le péridot, la tanzanite, la topaze (transparente, jaune clair à foncé), la tourmaline (vert, bleu, marron ou rouge pâle), le zircon (incolore, bleu, vert pâle à vert, brun, etc.).
Couleurs et planètesDepuis les Mésopotamiens et le Quadripartitum Hermetis, chaque planète a sa couleur. Soleil : jaune, or ; Lune : blanche, argent ; Mars : rouge, rouille ; Mercure : multiple/orange, mercure ; Vénus : verte, cuivre ; Jupiter : bleu, étain ; Saturne : noir, plomb.
Couleurs et points cardinauxJohn Dee transcrit la vision angélique d'un Palais où la porte Est est blanche, la porte Sud rouge, la porte Nord noire, la porte Ouest verte (Mysteriorum Pragensium Confirmatio, 1585 Prague).
| Corps célestes | Éléments | Signes     | Pierres      | Vertus            | Couleurs           |
| -------------- | -------- | ---------- | ------------ | ----------------- | ------------------ |
| Mars           | Feu      | Bélier     | Rubis        | Hardi             | Rouge              |
| Vénus          | Terre    | Taureau    | Emeraude     | ingénieux         | Vert               |
| Mercure        | Air      | Gémeaux    | Chrysoprase  | Ami des jeux      | Jaune              |
| Lune           | Eau      | Cancer     | Chrysolithe  | Vagabond          | Bleu clair         |
| Soleil         | Feu      | Lion       | Topaze       | Grande âme        | Orange             |
| Mercure        | Terre    | Vierge     | Saphir       | Pieux             | Marron             |
| Vénus          | Air      | Balance    | Sardoine     | Ami de la justice | Pourpre            |
| Mars           | Eau      | Scorpion   | Sardonyx     | Tyran             | Bordeaux           |
| Jupiter        | Feu      | Sagittaire | Améthyste    | Colère            | Violet             |
| Saturne        | Terre    | Capricorne | Onyx         | Ambitieux         | Vert pomme ou noir |
| Saturne        | Air      | Verseau    | Aigue-marine | Marchand          | Bleu marine        |
| Jupiter        | Eau      | Poissons   | Jaspe        | Fécond            | Gris cendré        |

### En alchimie
Les phases classiques du travail alchimique sont au nombre de quatre (trois si l'on délaisse le jaunissement). Elles sont distinguées par la couleur que prend la matière au fur et à mesure. Elles correspondent aussi aux types de manipulation chimique : calcination (noir), lessivage (blanc), réduction (jaune), pour obtenir l'incandescence (rouge). On trouve ces phases dès Zosime de Panopolis, vers 300, à Alexandrie : "En cherchant à partager exactement la philosophie (chimique) en quatre parties, nous trouvons qu’elle contient : premièrement le noircissement, secondement le blanchiment, troisièmement le jaunissement, et quatrièmement la teinture en violet". Suivons Jacques Bergier, qui était ingénieur chimiste mais aussi alchimiste.
1. œuvre au noir (mélansis en grec, nigredo en latin) : il y a mort, dissolution du Mercure et coagulation du Soufre. "Notre alchimiste commence par préparer, dans un mortier d'agate, un mélange intime de trois constituants. Le premier, qui entre pour 95 %, est un minerai, un pyrite arsénieux. Le second est un métal : fer, plomb, argent ou mercure. Le troisième est un acide d'origine organique : acide tartrique, ou citrique. Il va broyer à la main et mélanger ces constituants durant cinq ou six mois. Ensuite il chauffe le tout dans un creuset… Il dissout enfin le contenu du creuset grâce à un acide… Il évapore ensuite le liquide et recalcine le solide, des milliers de fois, pendant plusieurs années… Au bout de plusieurs années, il ajoute à son mélange un oxydant, le nitrate de potasse par exemple. Il y a dans son creuset : du soufre provenant de la pyrite et du charbon provenant de l'acide organique… Il va recommencer à dissoudre, puis à calciner… Le mélange [soufre, charbon, nitrate] est placé dans un récipient transparent, en cristal de roche, fermé de manière spéciale ['fermeture d'Hermès ou hermétique']… Le travail consiste désormais à chauffer… Le mélange change en un fluide bleu-noir ['aile de corbeau']."
2. œuvre au blanc (leukosis, albedo) : il y a purification, lavage. "Au contact de l'air ce liquide fluorescent se solidifie et se sépare… Il reste des scories. Ces scories, il [l'alchimiste] va les laver, pendant des mois, à l'eau tri-distillée. Puis il conservera cette eau…. C'est le dissolvant universel et l'élixir de longue vie…" Ici se termine le Petit Œuvre.
3. œuvre au jaune (xanthosis, citrinitas). L'alchimiste "va maintenant essayer de recombiner les éléments simples qu'il a obtenus." Michaël Maier parle de sublimation[69], c'est-à-dire d'épurer, de transformer en vapeur par la chaleur.
4. œuvre au rouge (iosis, rubedo) : il y a union du Mercure et du Soufre. L'alchimiste obtiendrait "le cuivre alchimique, l'argent alchimique, l'or alchimique… Le cuivre alchimique aurait une résistance électrique infiniment faible… (Une substance, soluble dans le verre, à basse température), en touchant le verre légèrement amolli, se disperserait à l'intérieur, lui donnant une coloration rouge rubis, avec fluorescence mauve dans l'obscurité. C'est la poudre obtenue en broyant ce verre modifié dans le mortier d'agate que les textes alchimiques nomment la 'poudre de projection' ou 'pierre philosophale'." Ainsi se termine le Grand Œuvre[70].

### En astrologie
Omraam Mikhaël Aïvanhov explique que les couleurs des signes du zodiaque peuvent changer selon le point de vue que l’on adopte. Si on adopte le point de vue correspondant à leur appartenance aux 4 éléments : feu, terre, air, eau et que l’on attribue au feu la couleur jaune, à l’air la bleue, à l’eau la verte, à la terre la rouge, la succession de ces 4 couleurs se répètera 3 fois si on suit l’ordre astrologique du Bélier aux Poissons. Ainsi le Bélier signe de feu est jaune, le Taureau signe de terre est rouge, les Gémeaux signe d’air sont de couleur bleue, le Cancer signe d’eau est vert ; Lion signe de feu est jaune ; la Vierge signe de terre est rouge, la Balance signe d’air est bleu, le Scorpion d’eau est vert, le Sagittaire signe de feu est jaune, le Capricorne signe de terre est rouge, le Verseau signe d’air est bleu, les Poissons signe d’eau sont vert.
Si on les classe selon leur fréquence en allant du Bélier aux Poissons, on aura une décomposition de la lumière en 12 couleurs : on partira du rouge dans le Bélier et, progressivement, la longueur d’onde devenant la plus courte, on obtient le violet en Poissons.

On peut aussi se référer la rose mystique aux 6 couleurs en plaçant à l’intérieur un hexagramme présentant l’union des deux principes masculin et féminin : le principe masculin, le feu, renvoie au triangle équilatéral composé par les 3 signes de feu du zodiaque : Bélier, Lion et Sagittaire et le principe féminin, l’eau, renvoie aux 3 signes d’eau du zodiaque : Cancer, Scorpion et Poissons. Le triangle de l'eau est celui des qualités du cœur, l'amour. Le triangle du feu est celui du principe actif, de la sagesse. C’est ainsi qu’Omraam Mikhaël Aïvanhov éclairait la phrase de Jésus : « Si un homme ne naît de l’eau et de l’Esprit, il ne peut entrer dans le royaume de Dieu ».  Il montrait ainsi que toute démarche spirituelle suppose l’acquisition de la sagesse et de l’amour. Chacun de nous doit naître de ces deux principes – l’amour et la sagesse - pour entrer dans le Royaume de Dieu : la vérité. Car ce sont les deux principes de l’amour et de la sagesse qui produisent la vérité. (Omraam Mikhaël Aïvanhov, La deuxième naissance, Paris, Éditions Prosveta, 2000)
« Dans l'ouvrage : "La lumière et les couleurs" sont rassemblée des textes traitant de la lumière et des couleurs dans toutes les manifestations de la vie : physique, physiologique, psychologique, morale, spirituelle avec des références à la Kabbale, à l’astrologie et à l’alchimie. « La science de l’avenir, dit-il, sera celle de la lumière et des couleurs, car la lumière est la plus grande puissance qui existe ; c’est grâce à elle que vivent les pierres, les plantes, les animaux, les hommes et que les mondes tournent dans l’espace. Quant aux couleurs, il ne faut jamais oublier qu’elles sont des variations de la lumière… Et de même que les couleurs sont des variations de la lumière, les vertus sont des variations de la perfection divine qui les contient toutes ». »
— Omraam Mikhaël Aïvanhov, La lumière et les couleurs, puissances créatrices, Editions Prosveta, France, 2018

### Dans la kabbale
Le Zohar assigne une couleur spécifique à chacune des Sephiroth : le blanc à Hokhmah (Sagesse) ; le rouge à Binah (Intelligence) ; le vert à Tiphereth (Harmonie) et le noir à Malkhuth (Royaume). Ce système kabbalistique de couleurs est mis en parallèle avec celui des quatre Mondes qui se voient également attribuer une couleur. Le monde d’Atziluth (émanation) est blanc ; le monde de Briah (création) rouge ; le monde de Yetsirah (formation) vert et le monde d’Assyah (fabrication) noir.

### Dans les arts byzantin et médiéval
Selon certains auteurs, les couleurs de l'icône répondent à des critères symboliques. Dans l'art médiéval, la couleur du vêtement des personnages, notamment des saints, aide à les identifier, sans qu'il s' agisse d'un symbolisme à proprement parler.

### En Chine
En Chine, le rouge a un sens très positif. Ayant une connotation négative dans la Chine ancienne car elle évoquait le sang, cette couleur fut portée lors des mariages pour effrayer les mauvais esprits. Son sens négatif fut ainsi oublié. Le jaune, couleur des empereurs dans la Chine ancienne, se rapporte aujourd'hui à la pornographie. Le blanc, couleur du deuil, et le noir ont un sens négatif bien qu'ils se démocratisent avec l'Occidentalisation. Le vert, comme le rouge, a un sens positif mais il est d'usage de ne pas associer ces deux couleurs.